# Kiowa, Colorado
Kiowa är administrativ huvudort i Elbert County i Colorado. Orten har fått sitt namn efter indianstammen. Enligt 2020 års folkräkning hade Kiowa 725 invånare.